# Supercoupe de Belgique de football 1986
La Supercoupe de Belgique 1986 est un match de football qui a été joué le 20 août 1986, entre le vainqueur du championnat de division 1 belge 1985-1986, le RSC Anderlecht et le vainqueur de la coupe de Belgique 1985-1986, le FC Bruges.
Le FC Bruges remporte le match 0-1, et remporte la Supercoupe pour la deuxième fois.

## Feuille de match
| Titulaires : |  |
| |  |
| GK Jacky Munaron · RB Georges Grün · CB Stéphane Demol · CB Adrie van Tiggelen · LB Henrik Andersen · RM Enzo Scifo · CM Pier Janssen · CM Juan Lozano · LM Franky Vercauteren · CF Eddie Krnčević · CF Eugène Kabongo 64e · |  |
| Remplaçants : |  |
| LB Michel De Groote 64e · |  |
| Entraîneur : |  |
| Arie Haan |  |

| Titulaires : |  |
| |  |
| GK Philippe Vande Walle RB Luc Beyens CB Hugo Broos CB Dennis van Wijk LB Peter Creve DM Franky Van der Elst RM Léo van der Elst LM Marc Degryse OM Jan Ceulemans CF Kenneth Brylle CF Ronny Rosenthal |  |
| Entraîneur : |  |
| Henk Houwaart |  |

| Titulaires : |  |
| |  |
| GK Jacky Munaron · RB Georges Grün · CB Stéphane Demol · CB Adrie van Tiggelen · LB Henrik Andersen · RM Enzo Scifo · CM Pier Janssen · CM Juan Lozano · LM Franky Vercauteren · CF Eddie Krnčević · CF Eugène Kabongo 64e · |  |
| Remplaçants : |  |
| LB Michel De Groote 64e · |  |
| Entraîneur : |  |
| Arie Haan |  |

| Titulaires : |  |
| |  |
| GK Philippe Vande Walle RB Luc Beyens CB Hugo Broos CB Dennis van Wijk LB Peter Creve DM Franky Van der Elst RM Léo van der Elst LM Marc Degryse OM Jan Ceulemans CF Kenneth Brylle CF Ronny Rosenthal |  |
| Entraîneur : |  |
| Henk Houwaart |  |